# Karl Storz
Karl Storz — немецкая компания по производству и продаже эндоскопов, инструментов и оборудования для эндовизуальных, малоинвазивных методов лечения и диагностики. Компания была основана в Тутлингене Карлом Шторцем (1911—1996) в 1945 году. После его смерти предприятие перешло в руки его дочери, Сибилл Шторц, которая передала управление сыну Карл-Кристиану Шторцу в январе 2019 года.
Компания одной из первых в мире начала производить эндоскопы в 1950-е годы, а также запатентовала системы стержневых линз Хопкинса и с 1965 года начала выпускать эндоскопы, в которые входят эти линзы:3275. Эндоскопы применяются не только в медицине и ветеринарии, но и в промышленной эндоскопии. Ассортимент компании насчитывает более 15 тыс. изделий.
По состоянию на 2022 год в компании было занято около 8800 человек по всему миру и годовой объем продаж около 2,05 млрд евро.
К 2017 году компания стала акционерным обществом открытого типа — Karl Storz SE & Co. KG.
Компания имеет дочерние компании в США — Karl Storz Endovision, Inc. (основана в 1971 году) и Karl Storz Imaging, Inc., а также производственные комплексы в Великобритании, Швейцарии и Эстонии.